# Álbuns número um na Billboard 200 em 2023
Esta é uma lista dos álbuns classificados como número um nos Estados Unidos em 2023. Os álbuns e EPs de melhor desempenho nos Estados Unidos estão classificados na parada da Billboard 200, publicada pela revista Billboard. Os dados são compilados pela Luminate Data com base nas vendas físicas e digitais semanais de cada álbum, bem como na contagem de streamings sob demanda e nas vendas digitais de suas faixas individuais.

## Histórico
| Data            | Álbum                               | Artista(s)          | Vendas             | Ref.            |
| --------------- | ----------------------------------- | ------------------- | ------------------ | --------------- |
| 7 de janeiro    | SOS                                 | SZA                 | 128 mil            | [ 1 ] [ 2 ]     |
| 14 de janeiro   | SOS                                 | SZA                 | 125 mil            | [ 3 ] [ 4 ]     |
| 21 de janeiro   | SOS                                 | SZA                 | 125 mil            | [ 5 ] [ 6 ]     |
| 28 de janeiro   | SOS                                 | SZA                 | 119 mil            | [ 7 ] [ 8 ]     |
| 4 de fevereiro  | SOS                                 | SZA                 | 111 mil            | [ 9 ] [ 10 ]    |
| 11 de fevereiro | The Name Chapter: Temptation        | Tomorrow X Together | 161 mil            | [ 11 ] [ 12 ]   |
| 18 de fevereiro | SOS                                 | SZA                 | 100 mil            | [ 13 ] [ 14 ]   |
| 25 de fevereiro | SOS                                 | SZA                 | 93 mil             | [ 15 ] [ 16 ]   |
| 4 de março      | SOS                                 | SZA                 | 87 mil             | [ 17 ] [ 18 ]   |
| 11 de março     | Mañana Será Bonito                  | Karol G             | 94 mil             | [ 19 ] [ 20 ]   |
| 18 de março     | One Thing at a Time                 | Morgan Wallen       | 501 mil            | [ 21 ] [ 22 ]   |
| 25 de março     | One Thing at a Time                 | Morgan Wallen       | 259 mil            | [ 23 ] [ 24 ]   |
| 1 de abril      | One Thing at a Time                 | Morgan Wallen       | 209 mil            | [ 25 ] [ 26 ]   |
| 8 de abril      | One Thing at a Time                 | Morgan Wallen       | 197 mil            | [ 27 ] [ 28 ]   |
| 15 de abril     | One Thing at a Time                 | Morgan Wallen       | 173 mil            | [ 29 ] [ 30 ]   |
| 22 de abril     | One Thing at a Time                 | Morgan Wallen       | 167 mil            | [ 31 ] [ 32 ]   |
| 29 de abril     | One Thing at a Time                 | Morgan Wallen       | 166 mil            | [ 33 ] [ 34 ]   |
| 6 de maio       | One Thing at a Time                 | Morgan Wallen       | 149 mil            | [ 35 ] [ 36 ]   |
| 13 de maio      | One Thing at a Time                 | Morgan Wallen       | 138 mil            | [ 37 ] [ 38 ]   |
| 20 de maio      | One Thing at a Time                 | Morgan Wallen       | 141 mil            | [ 39 ] [ 40 ]   |
| 27 de maio      | One Thing at a Time                 | Morgan Wallen       | 134 mil            | [ 41 ] [ 42 ]   |
| 3 de junho      | One Thing at a Time                 | Morgan Wallen       | 129 mil            | [ 43 ] [ 44 ]   |
| 10 de junho     | Midnights                           | Taylor Swift        | 282 mil            | [ 45 ] [ 46 ]   |
| 17 de junho     | 5-Star                              | Stray Kids          | 249 mil            | [ 47 ] [ 48 ]   |
| 24 de junho     | One Thing at a Time                 | Morgan Wallen       | 111 mil            | [ 49 ] [ 50 ]   |
| 1 de julho      | One Thing at a Time                 | Morgan Wallen       | 110 mil            | [ 51 ] [ 52 ]   |
| 8 de julho      | One Thing at a Time                 | Morgan Wallen       | 110 mil            | [ 53 ] [ 54 ]   |
| 15 de julho     | Pink Tape                           | Lil Uzi Vert        | 167 mil            | [ 55 ] [ 56 ]   |
| 22 de julho     | Speak Now (Taylor's Version)        | Taylor Swift        | 716 mil            | [ 57 ] [ 58 ]   |
| 29 de julho     | Speak Now (Taylor's Version)        | Taylor Swift        | 121 mil            | [ 59 ] [ 60 ]   |
| 5 de agosto     | Get Up                              | NewJeans            | 126 mil            | [ 61 ] [ 62 ]   |
| 12 de agosto    | Utopia                              | Travis Scott        | 496 mil            | [ 63 ] [ 64 ]   |
| 19 de agosto    | Utopia                              | Travis Scott        | 147 mil            | [ 65 ] [ 66 ]   |
| 26 de agosto    | Utopia                              | Travis Scott        | 185 mil            | [ 67 ] [ 68 ]   |
| 2 de setembro   | Utopia                              | Travis Scott        | 161 mil            | [ 69 ] [ 70 ]   |
| 9 de setembro   | Zach Bryan                          | Zach Bryan          | 200 mil            | [ 71 ] [ 72 ]   |
| 16 de setembro  | Zach Bryan                          | Zach Bryan          | 115 mil            | [ 73 ] [ 74 ]   |
| 23 de setembro  | Guts                                | Olivia Rodrigo      | 302 mil            | [ 75 ] [ 76 ]   |
| 30 de setembro  | Nostalgia                           | Rod Wave            | 137 mil            | [ 77 ] [ 78 ]   |
| 7 de outubro    | Nostalgia                           | Rod Wave            | 88 mil             | [ 79 ] [ 80 ]   |
| 14 de outubro   | One Thing at a Time                 | Morgan Wallen       | 74 mil             | [ 81 ] [ 82 ]   |
| 21 de outubro   | For All the Dogs                    | Drake               | 402 mil            | [ 83 ] [ 84 ]   |
| 28 de outubro   | Nadie Sabe Lo Que Va a Pasar Mañana | Bad Bunny           | 184 mil            | [ 85 ] [ 86 ]   |
| 4 de novembro   | One More Time...                    | Blink-182           | 125 mil            | [ 87 ] [ 88 ]   |
| 11 de novembro  | 1989 (Taylor's Version)             | Taylor Swift        | 1 milhão e 653 mil | [ 89 ] [ 90 ]   |
| 18 de novembro  | 1989 (Taylor's Version)             | Taylor Swift        | 245 mil            | [ 91 ] [ 92 ]   |
| 25 de novembro  | Rock-Star                           | Stray Kids          | 224 mil            | [ 93 ] [ 94 ]   |
| 2 de dezembro   | For All the Dogs                    | Drake               | 145 mil            | [ 95 ] [ 96 ]   |
| 9 de dezembro   | 1989 (Taylor's Version)             | Taylor Swift        | 141 mil            | [ 97 ] [ 98 ]   |
| 16 de dezembro  | The World EP.Fin: Will              | Ateez               | 152 mil            | [ 99 ] [ 100 ]  |
| 23 de dezembro  | Pink Friday 2                       | Nicki Minaj         | 228 mil            | [ 101 ] [ 102 ] |
| 30 de dezembro  | 1989 (Taylor's Version)             | Taylor Swift        | 136 mil            | [ 103 ] [ 104 ] |